# Erica comata
Erica comata är en ljungväxtart som beskrevs av Guthrie och Bolus. Erica comata ingår i släktet klockljungssläktet, och familjen ljungväxter. Inga underarter finns listade i Catalogue of Life.